# Kölnischer Wald
Koordinaten: 51° 32′ 40″ N, 6° 54′ 3″ O
Das Naturschutzgebiet Kölnischer Wald liegt auf dem Gebiet der kreisfreien Stadt Bottrop in Nordrhein-Westfalen. 
Das aus fünf Teilflächen bestehende Gebiet erstreckt sich nordwestlich der Kernstadt von Bottrop und westlich des Bottroper Stadtteils Eigen zu beiden Seiten der A 2 und der Landesstraße L 623. Östlich des Gebietes verläuft die L 631 und südwestlich die L 641. Das Gebiet umgibt das etwa 187,9 ha große Naturschutzgebiet (NSG) Köllnischer Wald (BOT-005), nordöstlich erstreckt sich das etwa 61,0 ha große NSG Grafenmühle im Ortsteil Kirchhellen (BOT-003).

## Bedeutung
Das etwa 226,2 ha große Gebiet wurde im Jahr 2015 unter der Schlüsselnummer BOT-008 unter Naturschutz gestellt. Schutzziele sind 
- der Erhalt und die Entwicklung eines regional bedeutsamen Feuchtlebensraumkomplexes,
- die Erhaltung eines großen, teilweise naturnahen Laubwaldbestandes im stark besiedelten Raum (Ruhrgebiet) sowie eines naturnahen Kontaktlebensraums zum unmittelbar angrenzenden Naturschutzgebiet Köllnischer Wald.[3]